# Concordat de 1855
Le concordat de 1855 est un concordat conclu entre le Saint-Siège et l'empire d'Autriche le 18 août 1855. 
Le traité établit la censure ecclésiastique sur les livres et la surveillance des évêques sur les écoles. Il proclame la liberté complète des évêques du gouvernement. Tous les actes venant de Rome pourront être publiés dans l’empire sans aucune nécessité d’obtenir l'autorisation royale. Les évêques peuvent, sans permission préalable, convoquer des conciles provinciaux et des synodes diocésains.

## Source
- « Concordat de 1855 », dans Pierre Larousse, Grand dictionnaire universel du XIXe siècle, Paris, Administration du grand dictionnaire universel, 15 vol., 1863-1890 [détail des éditions].